# Кампофеличе ди Фиталия
Кампофелѝче ди Фита̀лия (на италиански: Campofelice di Fitalia, на сицилиански Campafilìsci, Кампафилиши) е село и община в Южна Италия, провинция Палермо, автономен регион и остров Сицилия. Разположено е на 734 m надморска височина. Населението на общината е 553 души (към 2010 г.).